# Topi
O topi (Damaliscus lunatus jimela) é um antílope das savanas da África sub-saariana.
Tem a cabeça comprida e dorso inclinado para trás. Sua pelagem é lustrosa, castanho-avermelhada, arroxeada na parte superior das patas e mais escura na parte superior do focinho, no ventre e na parte inferior das patas. Seus chifres são anelados e em forma de "L".

## Referências

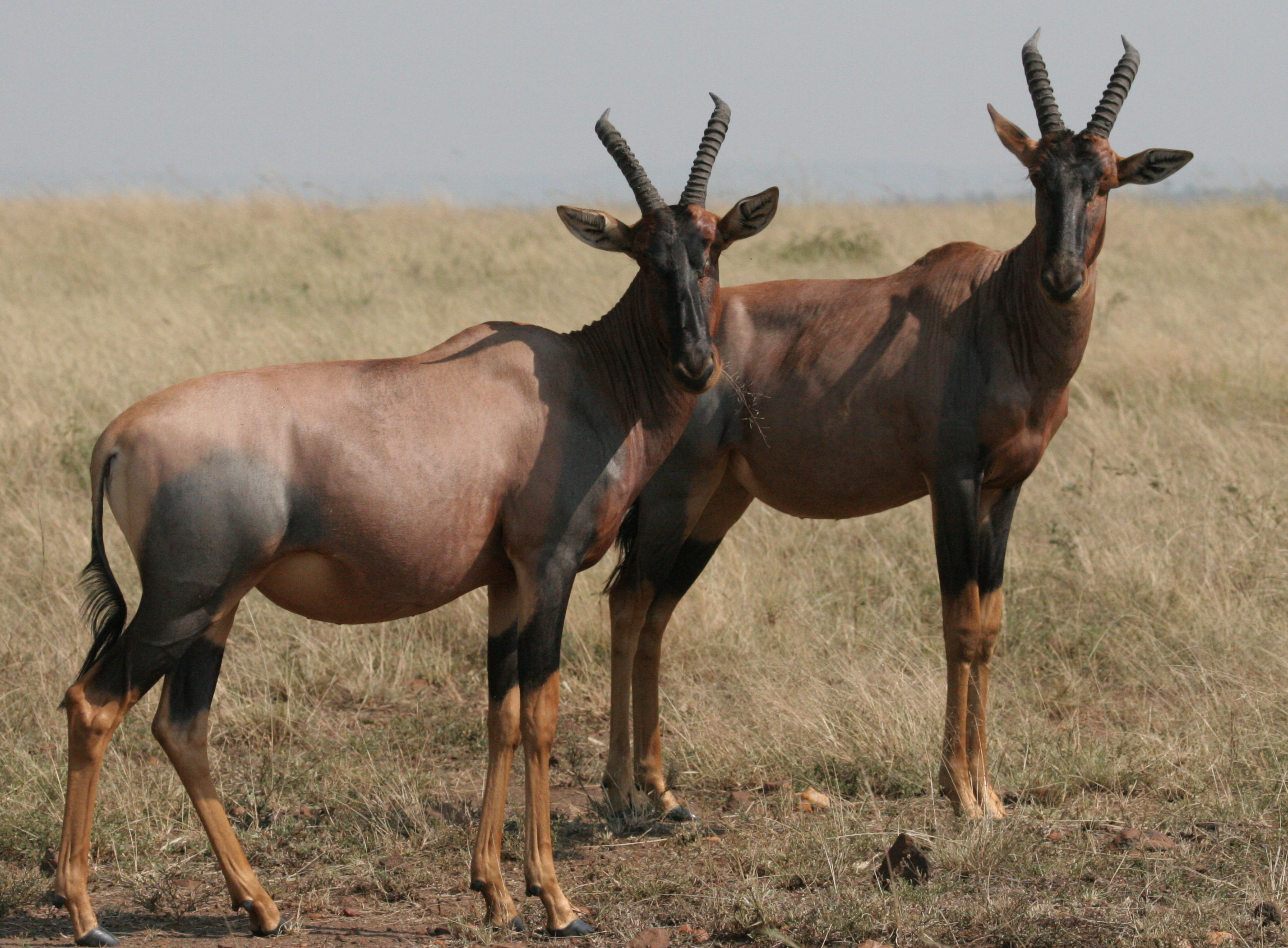
Topi em Masai Mara.